# بوبي جو غرين
بوبي جو غرين (بالإنجليزية: Bobby Joe Green)‏ هو لاعب كرة قدم أمريكية أمريكي، ولد في 7 مايو 1936 في فيرنون في الولايات المتحدة، وتوفي في 28 مايو 1993 في غينزفيل في الولايات المتحدة.

## وصلات خارجية
- جو غرين على موقع مرجع كرة القدم المحترفة.كوم (الإنجليزية)